# 瀧脇笙古
瀧脇 笙古（たきわき しょうこ、2001年7月9日 - ）は、日本のアイドルであり、女性声優アイドルグループ・=LOVEのメンバーである。神奈川県横浜市出身。代々木アニメーション学院所属。愛称はしょこ。

## 人物
=LOVE加入以前、AKB48のオーディションを受けたが合格できず、2017年4月に=LOVEのオーディションで合格する。歌唱審査ではトップバッターで長渕剛の「Myself」を歌った。オーディション番号は104番。
初めて買ったCDはAKB48の「真夏のSounds good!」であり、大島優子が好きだったという。後にHKT48の矢吹奈子のファンとなり、同グループの7thシングル「74億分の1の君へ」のMVにエキストラとして応募したところ当選し、撮影に参加している。
料理が趣味で、食生活指導士2級の資格を所有している。横浜DeNAベイスターズのファンで、球場へ足を運んでいる。

## 略歴

### 2017年
- 4月29日、「代々木アニメーション学院 Presents 指原莉乃プロデュース声優アイドルオーディション」の最終審査において合格。
- 8月5日、「TOKYO IDOL FESTIVAL2017」のメインステージであるHOTステージにてグループ初のライブを行い、同時にCDデビューも発表された。また同日に初のハイタッチ会も開催された。
- 11月11日、『劇場版 はいからさんが通る 前編 ～紅緒、花の17歳～』で佐々木舞香、髙松瞳とともに声優デビュー。

### 2018年
- 2月15日 - 18日、舞台『あにてれ×=LOVE ステージプロジェクト「けものフレンズ」』に出演しオオウミガラス役を演じた。
- 6月9日、咲良菜緒『アイドルお悩み交換日記』にてお悩みを相談[7]。
- 7月11日、クックアイドルNO.1決定戦の決勝戦に出場し[8]、優勝[9]。
- 7月14日、瀧脇笙古の生誕祭2018が「手遅れcaution」個別握手会にて開催。生誕祭の模様は7月18日 放送の「=LOVEの『きっと君だ!』」で紹介された[10]。
- 7月16日 - 22日、舞台『ガールフレンド（仮）』に出演し鴫野睦役を演じた。
- 8月3日 - 5日、「TOKYO IDOL FESTIVAL2018」に出演、同時にクックアイドルNO.1決定戦で優勝した“疲労回復キーマカレー丼”がケータリングカーにて発売された[11]。

### 2019年
- 1月1日、天王洲銀河劇場にて開催された元日公演で配布された年賀状の中に瀧脇自身の年賀状が含まれてない不備が判明[12]。2月16日に開催された1stコンサート「初めまして、＝LOVEです。」にて年賀状不備の交換対応が行われた。
- 3月3日、東京マラソン(ジュニア&ユース女子の部)に出場、タイムは48分20秒で20位となる(神奈川県勢トップ)[13]。
- 6月20日、「横浜ウォーカー」（ラーメン女子部）[14]に掲載され発売、ファンの投稿により横浜ウォーカー担当者の目にとまり掲載された[15]。
- 7月6日、『YOKOHAMA STAR☆NIGHT RUN 2019』に横浜ウォーカーのメディアランナーとして出演[16]。
- 7月7日、『=LOVE×カラ鉄』1日店長イベント第4弾に音嶋莉沙&瀧脇笙古の2人が出演[17]。
- 11月10日、『横浜マラソン』に横浜ウォーカーメディアランナーとして1/7フルマラソンに参加[18]。

### 2020年
- 1月11日、=LOVE×シナモロールコラボ限定カフェスタンドの1日店長をつとめる[19]。
- 12月29日、TBSテレビ｢SASUKE｣にゼッケンNo.20で出演[20]。

### 2021年
- 4月29日、titty&Co.PETITのモデルに瀧脇笙古の起用が決定する[21]。
- 6月3日 - 9月12日、梅田のSeason＆Co.のシナモロールカフェで瀧脇と音嶋が考案したメニューが発売される[22]。
- 6月30日、東京2020オリンピックの聖火ランナーとして赤レンガ倉庫にてトーチキスをおこなう[23]。
- 12月15日、初のセンター楽曲『BPM170の君へ』が＝LOVE 10thシングル『The 5th』のType C及びType Dに収録・発売[24]。

### 2022年
- 3月6日、東京マラソン2021に出場し4時間19分26秒のタイムで完走した。[25]
- 8月2日、コラム連載「BAYSTARS=LOVE」がタブロイド新聞「BAY☆スタ」でスタート。[26]

### 2023年
- 3月5日、東京マラソン2023に出場し3時間57分06秒のタイムで完走しサブ4を達成した。[27]
- 11月25日、横浜DeNAベイスターズ ファンフェスティバル2023にゲストMCとして出演。[28]

### 2024年
- 6月6日、サンケイスポーツ「BAY☆スタ」第33号の裏表紙に掲載される。
- 6月21日、スカイA スタジアム 阪神タイガース公式戦にて阪神 vs 横浜 DeNAのビジター応援実況(副音声)をおこなう。[29]
- 7月24日、『生誕祭イベント~supported by IKONOIJOY Puzzle~』「瀧脇 笙古　生誕祭」が開催される。[30]

### 2025年
- 2月15日、『2025 SPRING CAMP Supported byマルハニチロ』にて開催される「トークショー」・「シーサー絵付け体験」に出演する。[31]
- 6月18日、横浜スタジアムで行われた「推せ推せ！YOKOHAMA☆IDOL SERIES 2025」横浜DeNAベイスターズ×埼玉西武ライオンズ戦に登場。また、念願の始球式（セレモニアルピッチ）を行った。[32]

## 出演

### テレビ番組
- SASUKE（TBS）
  - 2020（2020年12月29日）[33]
  - 2021（2021年12月28日）[34]
- マチコミ（2021年9月14日、テレビ埼玉）[35]
- ポケモンの家あつまる?（2022年1月22日、テレビ東京）[36]
- スカイA スタジアム 阪神タイガース公式戦 阪神 vs 横浜 DeNA （2024年6月21日、CSスポーツチャンネル スカイA）[29]
- サンデーPUSHスポーツ（2024年11月24日・12月1日、日本テレビ）[37][38]
- 芸能人対抗駅伝2025（2025年1月3日、テレビ東京）[39]
- HANZO（2025年3月24・25日（23・24日深夜）予定、TBS）[40] - ゼッケン7番。[41]

### ネット番組
- クックアイドルNo.1決定戦（2018年7月11日、cookpadTV）[8]
- クックアイドルNo.1決定戦 振り返りトークステージ（2018年8月3日、SHOWROOM）[42]
- DHCキレイを磨く!エクストリームBeauty（2018年10月23日、DHCテレビ）[43]
- 【SMBC日本シリーズ2024 開幕前夜】緊急YouTube生配信！！〜届け 我らの声〜 （2024年10月25日、YouTube）[44]
- 「横浜DeNAベイスターズを応援しよう！」日本シリーズ第4戦 実況生放送（2024年10月30日、ニコニコ生放送）[45]
- まいにち賞レース（2024年12月18日、テレビ朝日公式YouTubeチャンネル）[46]
- 「森川智之の横浜DeNAベイスターズ宜野湾キャンプレポート2025」（2025年2月19日、ニコニコ生放送）[47]

### ラジオ
- ラジピタリィEVENING（2018年3月5日、FMいわき）[48][49]
- Tresen（2017年9月21日・12月11日・2018年5月23日・10月24日・2019年11月1日・2020年7月9日・12月11日・2021年5月3日・5月10日・2022年5月30日・10月6日・2023年2月17日・2023年8月15日・11月24日・2024年3月7日・9月3日・2025年2月28日、FMヨコハマ）[50][51][52][53][54][55][56][57][58][59][60][61][62][63][64][65][66]
- ラジオiNEWS（2019年8月15日、2020年7月30日、2021年12月16日、2023年3月16日、ラジオNIKKEI）[67][68][69][70]
- タマアゲ。（2020年7月25日、ラジオ沖縄）[71]
- the Canadian Clubの音選たまご（2021年5月16日、FM GIFU）[72]
- YOKOHAMA RADIO APARTMENT『橋口洋平(wacci)のドア開けてます！』(2022年10月10日、FMヨコハマ）[73]
- 矢吹奈子のレコメン!（2023年7月19日、文化放送）[74]
- 虎ノ門 トレンド経済研究所（2024年3月7日・3月14日・8月1日・8月8日、2025年3月6日・3月13日ラジオNIKKEI）[75][76][77][78]
- 「WE LOVE YOKOHAMA DeNA BAYSTARS 2025」(2025年3月21日、FMヨコハマ）[79]

### Web
- 咲良菜緒『アイドルお悩み交換日記』[7]（2018年6月9日、耳マン）
- 「YOKOHAMA STAR☆NIGHT RUN｣が初開催！横浜ウォーカーのメディアランナー瀧脇笙古(＝LOVE)もハマの夜を疾走♪（2019年7月10日、ウォーカープラス）[80]
- 横浜マラソン2019に横浜ウォーカーが参戦（2019年11月22日、ウォーカープラス）[81]
- ＃横浜新生活部 Vol.30「Hands Up,Yo-Ko-Ha-Ma」（2021年4月1日、横浜市 経済局）
- 東京2020 聖火リレーライブストリーミング（2021年6月30日、NHK）[82]
- 働くコラム（2022年９月28日、タウンワーク）[83]
- THE FIRST TIMES（2023年7月28日、THE FIRST TIMES）[84][85]
- マイナビ学生の窓口（2023年９月21日、マイナビ）[86]

### モデル
- titty&Co.PETIT（2021年4月29日 - ）[21]

### アニメ映画
- 劇場版『はいからさんが通る 前編 ～紅緒、花の17歳～』[87]（2017年、メイド）

### ゲーム
- ステーションメモリーズ!（2017年 - 2020年） - 新居浜ありす 役（初代）[88]
- モンスターコレクト（2019年） - 大海原の歌い手・人魚姫 役

### 舞台
- あにてれ×=LOVE ステージプロジェクト
  - けものフレンズ（2018年2月15日 - 18日、AiiA Theater Tokyo） - オオウミガラス 役[89]
  - ガールフレンド（仮）（2018年7月16日 - 22日、品川プリンスホテル クラブeX） - 鴫野睦 役[90]

### 雑誌
- アニメージュ[91]（2018年11月10日発売、徳間書店）
- 横浜Walker（KADOKAWA）
  - 2019年7月号（2019年6月20日）[92]
  - 2019年10月号（2019年9月20日）[93]
  - 2019年11月号（2019年10月19日）
  - 横浜ウォーカー特別編集 神奈川の山登り&ハイキング 絶景でリフレッシュ!最新版（2020年9月17日）[94]
- Pick-up Voice 9月号 vol.138（2019年7月26日、EMTG）
- IDOL AND READ 021（2019年12月13日、シンコーミュージック）[95]
- つけ麺Walker（2020年3月13日、KADOKAWA）
- BOMB 2020年8月号（2020年7月9日、ワン・パブリッシング）[96]
- 声優パラダイスR vol.37（2020年7月30日、秋田書店）[97]
- TopYell NEO 2021SPRING [98]（2021年3月31日、竹書房）
- BIG ONE GIRLS 5月号[99]（2022年3月31日、近代映画社）
- Wink Up 3月号（2023年2月8日、ワニブックス）[100]
- EX大衆 2023年7月号（2023年6月15日、双葉社）[101]
- 月刊ENTAME 2023年9・10月合併号（2023年7月28日、徳間書店）[102]
- 「美的2月号」別冊『春新色BOOK』（2024年12月20日、小学館）[103]

### 新聞
- サンケイスポーツ「BAY☆スタ」（2022年8月2日 - 、産業経済新聞社） - 第26号よりコラム「BAYSTARS=LOVE」連載。[26]
- 朝日中高生新聞（2023年10月1日発売、朝日学生新聞社）[104]
- 朝日小学生新聞（2023年10月1日発売、朝日学生新聞社）[105]

### イベント
- クックアイドルNo.1決定戦（2018年7月11日） - 優勝。[106]
- 東京マラソン
  - 東京マラソン2019（2019年3月3日） - 10キロの部に出場。[13]
  - 東京マラソン2021（2022年3月6日）[25]
  - 東京マラソン2023（2023年3月5日） - サブ4達成。[27]
- YOKOHAMA STAR☆NIGHT RUN 2019 (2019年7月6日） - 横浜ウォーカーのメディアランナーとして。[107][108]
- 『=LOVE×カラ鉄』1日店長イベント（2019年7月7日、カラオケの鉄人 新宿大ガード店） - 音嶋莉沙と共に。[109]
- 横浜マラソン（2019年11月10日）[110]
- =LOVE×シナモロールコラボ限定カフェスタンド1日店長（2020年1月11日、HEP FIVE） - 音嶋莉沙と共に。[19]

#### 横浜DeNAベイスターズ関連
- ファンフェスティバル2023（2023年11月25日、横浜スタジアム） - ゲストMC[28]
- 【SMBC日本シリーズ2024 開幕前夜】緊急YouTube生配信！！〜届け我らの声〜(2024年10月25日)
- 2025 SPRING CAMP Supported by マルハニチロ（2025年2月15日、ユニオンですからスタジアム宜野湾）[31]
- 推せ推せ!YOKOHAMA☆IDOL SERIES 2025（2025年6月18日、横浜スタジアム） - セレモニアルピッチ登板[111]